# Мансур, Рияд
Рияд Х. Мансур (араб. رياض منصور‎; род. 21 мая 1947, Рамалла, Подмандатная Палестина) — палестинский дипломат, доктор философии. С 17 сентября 2005 года — постоянный наблюдатель Государства Палестина при Организации Объединённых Наций в Нью-Йорке.

## Биография
Родился в Рамалле, согласно данным сайта Постоянного наблюдателя Государства Палестина при ООН — в семье «палестинских беженцев», что требует уточнения, поскольку возникновение проблемы палестинских беженцев стало следствием Арабо-израильской войны (1947—1949)[уточнить]. Получил образование в США, в штате Огайо, куда его отец переехал как беженец работать металлургом. Первую степень по философии получил в Университете Янгстауна, вторую, по управлению образованием, и степень доктора философии, в Университете Акрона. С 2002 года работает адъюнкт-профессором департамента политических наук Университета Центральной Флориды.
В 1983—1994 годах занимал пост заместителя постоянного наблюдателя Организации освобождения Палестины при ООН. По решению председателя Палестинской национальной администрации, Махмуда Аббаса, в 2005 году сменил на посту наблюдателя доктора Нассера аль-Кудву.
29 ноября 2012 года Генеральная Ассамблея ООН предоставила Палестинской Национальной Администрации статус «государства-наблюдателя при Организации Объединенных Наций, не являющегося её членом». С 5 января 2013 года должность Рияда Мансура называется «Постоянный наблюдатель Государства Палестина при Организации Объединённых Наций». Рияд Мансур приложил немало усилий для этого изменения статуса.
Также является аккредитованным послом Государства Палестина в Коста-Рику и Доминиканскую Республику.
Женат. С женой, Сариль Мансур (урожденная Сариль Галисия, 1946 года рождения), познакомился во время учёбы в Янгстауне. Брак заключили в Огайо, в 1972 году Двое детей, сын и дочь.